# 大堀出入口
大堀出入口（おおぼりでいりぐち）は、大阪府大阪市平野区にある阪神高速道路14号松原線の出入口。1号環状線・6号大和川線方面のみ接続するハーフICである。大和川左岸の大阪市と松原市の境界付近に立地しており、東行の出口ランプウェイ、西行の入口ランプウェイのいずれとも、松原線との分岐点は大阪市平野区長吉川辺、大阪府道179号線との分岐点は松原市大堀にある。そのため、名称と所在地が異なる。

## 周辺
- 大和川
- 東除川
- 明治橋
- 明治新橋
- 松原市立恵我小学校
- 大阪府立平野高等学校
- 大阪府立松原高等学校
- 松原別所郵便局

## 備考
1980年3月1日に14号松原線が開通した当時は、当出入口は未供用であり、12年後の1992年2月26日に開通した。
大阪市内（環状線）・三宝（湾岸線）方面からは当出口を通過すると、次の松原JCTを介して西名阪自動車道・近畿自動車道・阪和自動車道に直接乗り入れることになる。このため、当出口を通過すると別途料金を支払うことになる。
現金による利用の場合、当入口では料金を収受せず、三宅JCTの先にある、瓜破本線料金所または三宅西本線料金所/出口で料金を収受する。

## 隣
阪神高速14号松原線
(14-07) 三宅出入口 - 三宅JCT - 三宅ミニPA（廃止） - (14-08) 大堀出入口 - (14-09) 松原JCT